# Erazm Rykaczewski
Erazm Rykaczewski (1803-1873) a fost un traducător, istoric și lexicograf polonez.
A obținut un titlu universitar în 1825 la Universitatea Vilnius. Până în 1831 a locuit la Varșovia, apoi a emigrat în Franța, instalându-se la Paris. A locuit mai locuit și în Scoția și Italia. Cu un an înainte să moară a revenit în Polonia la invitația lui Leon Skórzewski. A fost înmormântat la Cimitirul Parohial de la Łabiszyn.
A tradus romanele lui Walter Scott, și este autorul singurei traduceri complete a operelor lui Cicero în limba poloneză. S-a ocupat de scrierea și lansarea cărților pe tematică istorică. A scris dicționarele: polonez-englez-polonez (publicat la Berlin, 1849-1851), polonez-italian-polonez (Berlin, 1856-1857, primul dicționar bilingv pentru aceste limbi), explicativ al limbii poloneze (1866), și publicații gramaticale de limba engleză și limba italiană.
1. 1 2 3   http://wielcy.pl/wgm/?m=NG&t=PN&n=psb.27486.1 Lipsește sau este vid: |title= (ajutor)
2. 1 2 3 4  Czech National Authority Database, accesat în 1 martie 2022